# Kožušany-Tážaly
Kožušany-Tážaly è un comune della Repubblica Ceca facente parte del distretto di Olomouc, nella regione di Olomouc.